# Aaptos pernucleata
Aaptos pernucleata là một loài động vật thân lỗ thuộc họ Suberitidae. Loài này được mô tả năm 1870.